# Павло Юдей
Павло Юдей або Павло ІІ (ІІІ) — антіохійський патріарх (518—521), перший патріарх Грецької Православної церкви Антіохії (що виникла після розколу на халкедонську і нехалкедонську церкви).
Після того, як в Антіохії був оголошений наказ візантійського імператора, що загрожував засланням за невизнання Халкідонського собору, в місті піднявся бунт. Величезний натовп, оточив будинок патріарха, й почав закидати його камінням. Комит Сходу ввів війська і, перебивши багато народу, приборкав бунт, а потім почав страчувати винних.
Після втечі нехалкедонського патріарха Севіра з Антіохійської кафедри його наступником був призначений Павло, на прізвисько «Юдей», колишній священик церкви Святої Євфимії в Халкидоні.
29 вересня 518 року Севір Антіохійський був офіційно зміщений синодом, а Павла було обрано патріархом. При ньому почалося переслідування монофізитів, але 521 року він сам був позбавлений влади за звинуваченням в несторіанстві.
Переслідування нехалкедонян продовжував потім і його наступник Євфрасій, що знаходився на кафедрі до 526 року.